# 中国农业科学院柑桔研究所
中国农业科学院柑桔研究所（西南大学柑桔研究所）简称“中柑所”，成立于1960年，位于重庆市北碚区，占地面积1918亩，是中国农业科学院的下属机构，也是中国唯一的国家级柑桔专业科研机构。主要负责柑橘的培养和选育研究。

## 历史
1960年，中国农业科学院柑桔研究所成立。
1962年1月，迁至北碚区磨滩乡。
1963年1月，迁至歇马乡远西南农科所。
1970年11月，农林部发文将柑桔所下放地方。
1971年1月，四川省确定人、物、财权交省农科院管理。
1978年8月，柑桔所受中国农科院和四川省农科院双重领导，挂两块牌子，以地方管理为主。
1979年1月，农林部确定柑桔所为部与地方双重领导，以部为主，隶属中国农科院领导。
1979年9月，恢复地师级单位待遇。
1985年1月，中国农业科学院批复柑桔所实行所长负责制。
1985年9月，依托中国农业科学院研究生院开始招收研究生。 
2000年6月，农业部批复柑桔所整建制与西南农业大学合并。
2001年4月，教育部批复西南农大、四川畜牲学院和柑桔所合并组建新西南农大。
2001年9月22日，新西南农业大学挂牌；同月30日，西南农业大学研究院挂牌（保留中国农业科学院柑桔研究所名称）。
2005年7月，随原西南农大进入西南农大和西南师大合并组建的西南大学，实行西南农大与中国农科院共建；保留“中国农业科学院柑桔研究所”名称，亦称“西南大学柑桔研究所。

## 研究部门
截至2016年3月，中国农业科学院柑桔研究所有国家级研究中心6个，部级研究中心2个，重庆市级研究中心2个，重庆市级重点实验室2个，重庆市级重点实验室2个，部级重点实验室2个，中国农科院级重点实验室1个。 
国家级研究中心（6个）：国家柑桔工程技术研究中心、国家柑桔品种改良中心、国家柑桔苗木脱毒中心、国家果树种质重庆柑桔圃、国家柑桔加工技术研发分中心、国家柑桔野外观测台站 
部级研究中心（2个）：农业部柑桔及苗木质量监督检验测试中心、柑桔教育部工程研究中心
重庆市级研究中心（2个）：重庆市柑桔危险性有害生物检测鉴定中心、重庆市柑桔工程技术研究中心 
重庆市级重点实验室（2个）：柑桔学重庆市市级重点实验室、重庆市植物病害生物学重点实验室
部级重点实验室（2个）：农业部柑桔病虫害防控功能研究室、农业部柑桔栽培与耕作功能研究室
中国农科院级重点实验室（1个）：中国农业科学院柑桔学重点开放实验室